# 웅애
웅애(熊艾)는 중국 초나라의 제2대 군주이다. 웅역의 아들이다. 아들인 웅단이 뒤를 이었다.
| 전 임 아버지 웅역 | 제2대 초나라의 군주 | 후 임 아들 웅단 |